# Blackfoot
Blackfoot je americká skupina hrající jižanský rock. Vznikla v Jacksonville na Floridě v roce 1970.

## Diskografie
Toto je nekompletní seznam.

### Studiová alba
- No Reservations (1975)
- Flying High (1976)
- Strikes (1979)
- Tomcattin (1980)
- Marauder (1981)
- Siogo (1983)
- Vertical Smiles (1984)
- Rick Medlocke And Blackfoot (1987)
- Medicine Man (1990)
- After the Reign (1994
- Southern Native (2016)

### Živá alba
- Highway Song Live (1982)
- Live On The King Biscuit Flower Hour (1998)
- Train Train: Southern Rock's Best - Live (2007)

### Kompilace
- Rattlesnake Rock N' Roll: The Best of Blackfoot (1994)
- Greatest Hits (2002)

## Členové

### Současní členové
- Mike Estes (kytara, zpěv)
- Greg T. Walker (baskytara, doprovodný zpěv)
- Kurt Pietro (bicí, perkuse)

### Dřívější členové
- Rickey Medlocke (zpěv, kytara, mandolína)
- Charlie Hargrett (kytara)
- Jakson Spires (bicí, perkuse, doprovodný zpěv)
- Dewitt Gibbs (klávesy, doprovodný zpěv)
- Leonard Stadler (baskytara)
- Danny Johnson (kytara)
- Patrick Jude (zpěv)
- Ken Hensley (klávesy, kytara, doprovodný zpěv)
- Doug Bare (klávesy, doprovodný zpěv)
- Wizzard (baskytara, doprovodný zpěv)
- Rikki Mayr (baskytara, doprovodný zpěv)
- Gunner Ross (bicí, perkuse)
- Mark Mendoza (baskytara)
- Bryce Barnes (baskytara)
- Mark Woerpel (kytara, syntezátory)
- Christoph Ullmann (bicí, perkuse)
- Jay Johnson (kytara, zpěv)
- Tim Stunson (baskytara)
- Neal Casal, guitars
- Harold Seay (bicí, perkuse)
- Benny Rappa (bicí, perkuse)
- Stet Howland (bicí, perkuse)
- John Housley (kytara)
- Mark McConnell (bicí, perkuse)
- Michael Sollars (bicí, perkuse)